# Elamena longirostris
Elamena longirostris är en kräftdjursart som beskrevs av Henri Filhol 1885. Elamena longirostris ingår i släktet Elamena och familjen Hymenosomatidae. Inga underarter finns listade i Catalogue of Life.